# Princesse Marie-Astrid (Schiff, 2010)

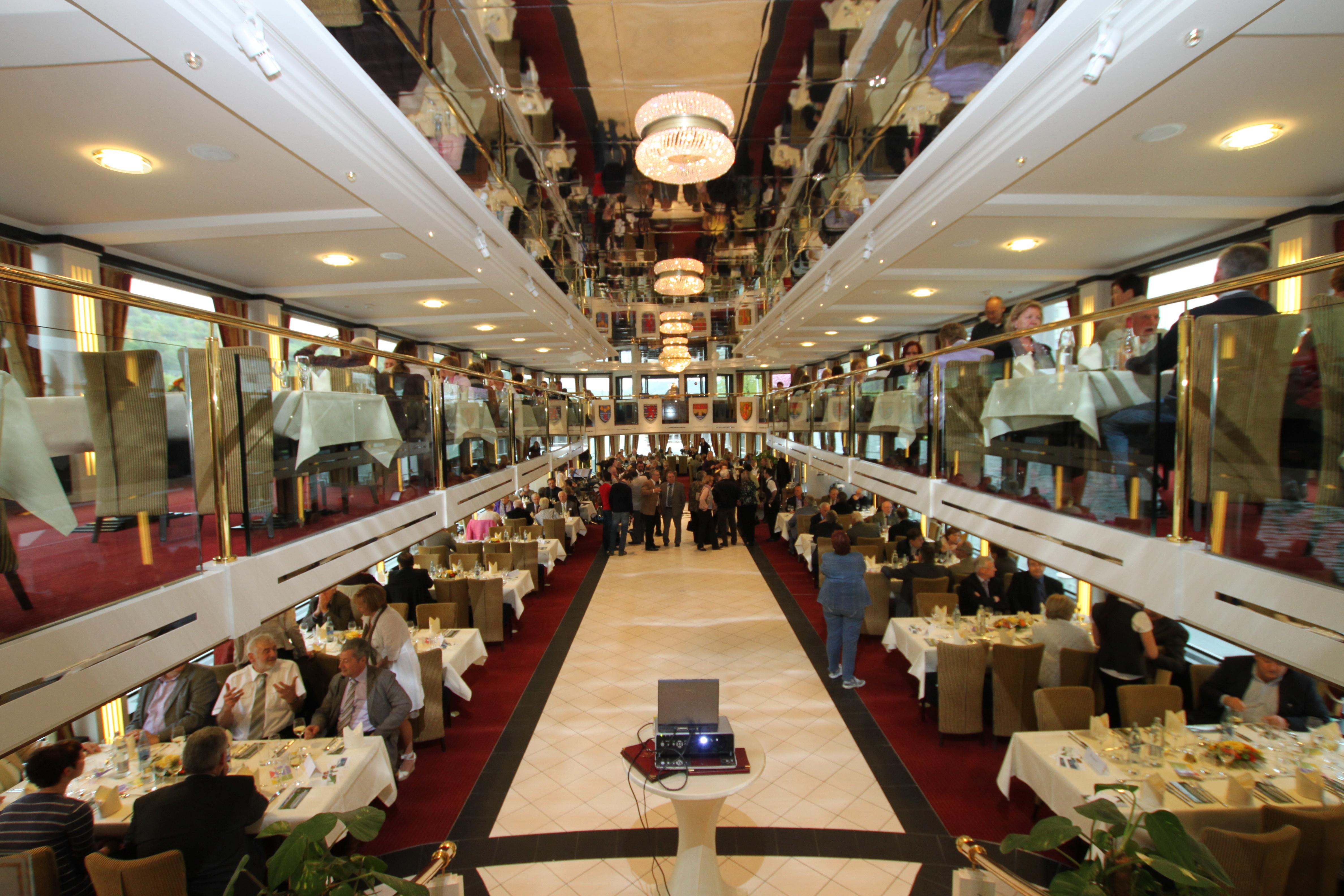
Blick in das Schiff

Die Princesse Marie-Astrid ist ein Passagierschiff und das fünfte Schiff mit diesem Namen. Es fährt unter der Flagge Luxemburgs und wird von der Entente touristique de la Moselle Luxembourgeoise asbl betrieben. Fahrgebiete sind die Mosel, die Saar und der Rhein. Namensgeberin ist die Prinzessin Marie-Astrid von Luxemburg. Auf einem Vorgängerschiff wurde am 14. Juni 1985 das Schengener Abkommen unterzeichnet.

## Geschichte
Das Schiff wurde auf der Lux-Werft in Mondorf im August 2009 auf Kiel gelegt. Am 10. April 2010 erfolgte die Schiffstaufe in Grevenmacher durch Prinzessin Marie-Astrid im Beisein ihres Gatten Erzherzog Carl Christian von Österreich und den Ministern Françoise Hetto und Octavie Modert.

## Konstruktion und Technik
Die Princesse Marie-Astrid ist ein Galerieschiff von 60 Meter Länge und 11,40 Meter Breite. Der Tiefgang beträgt 1,40 Meter. Sie ist für 500 Personen zugelassen. Die Baukosten beliefen sich auf 6 Millionen €. Angetrieben wird es von zwei 6-Zylinder-Reihendieselmotoren des Typs Volvo-Penta-D12-500 mit je 368 kW bei 1800/min auf zwei Schottel-Ruderpropeller SRP 200. Für die Stromversorgung sind zwei Volvo-D9-M9-Generatorsets mit je 239 kW installiert. Im Vorschiff ist eine Querstrahlsteueranlage des Typs Schottel Pump-Jet SPJ 57 RD eingebaut.

## Sonstiges
Ostern 2007 wurde in Grevenmacher eine 36 Meter lange Anlegestelle fertiggestellt. Diese ermöglicht bei allen Wasserständen das gefahrlose Von- und An-Bord-Gehen für die Passagiere.